# Lonely Generation
Lonely Generation è il secondo album in studio del gruppo musicale statunitense Echosmith, pubblicato il 10 gennaio 2020.

## Descrizione
L'album è stato preceduto dalla pubblicazione del singolo omonimo, pubblicato in download digitale il 27 settembre 2019.

## Tracce
1. Lonely Generation – 3:26
2. Diamonds – 3:22
3. Cracked – 2:37
4. Shut Up and Kiss Me – 3:08
5. Stuck – 3:32
6. Last Forever – 3:13
7. Everyone Cries – 3:38
8. Scared to Be Alone – 2:54
9. Lost Somebody – 3:32
10. Love You Better – 3:41
11. Follow You – 3:38
12. I Don't Wanna Lose My Love – 4:20